# Stéphane Kaminka
Pour les articles homonymes, voir Kaminka.
Stéphane Kaminka, est un scénariste et producteur français.
Il est le co-fondateur de Kam&Ka, société de production qu'il a créée en 2014 avec son cousin Samuel Kaminka, fils de Didier Kaminka. 

## Créateur de séries, mini-séries et collections
- Ness et Rayan  - (Kam&Ka/Ramona Prod) - Collection de comédies policières 90' avec Nadia Roz, Ilies Kadri, Stéphane Debac - FR2 - Diffusion 2025
- Le crime lui va si bien  - (Kam&Ka/Ramona Prod) - Collection de comédies policières 90' avec Claudia Tagbo et Hélène Seuzaret - FR2
- Au-delà des Apparences - (Kam&Ka) - 2018 - Mini-série 6x52 min - Création de la série à partir du format québécois "Apparences" - FR3
- Malaterra - (Shine France) - 2014/15 - Mini-série 8x52 min - Adaptation de format anglais "Broadchurch" - Diffusé en 2015 sur FR2
- Injustice - (Elephant Story) - 2011 - Série 52 min - Cocréation de la série avec M.A Laurent, L. Burtin et I. Sebastian - Diffusé en 2012 sur TF1
- Ligne de feu - (Cipango) - 2008 - Série 8x52 min - Création de la série (bible et personnages) - Diffusé en 2009 sur TF1
- R.I.S Police scientifique - (Alma) – 2005 - Série 52 min - Création de la série à partir d'un format italien - Diffusée jusqu'en 2014 sur TF1
- Famille d'accueil - (GMT) - 2001 - Série 90 min - Création de la série (bible et personnages) - Diffusée jusqu'en 2016 sur France 3

## Directeur de collection de séries ou mini-séries
- Au-delà des Apparences
- Alice Nevers (TF1)
- Malaterra (FR2)
- Doc Martin Saison 3 et 4 (TF1)
- Julie Lescaut (TF1)
- Ligne de feu (TF1)
- R.I.S Police scientifique (TF1)
- Une femme d'honneur (TF1)

## Scénariste de téléfilms
- Les Blessures de l'île - Thriller 90 min – (FIT/FR2) – 2013 - En collaboration avec Brigitte Laude (avec Stéphane Freiss, Flore Bonaventure)
- Le client - Comédie 90 min – (Kwai/TF1) – 2010 - En collaboration avec Alain Stern (avec Gérard Darmon)
- Ni vu ni connu - Comédie 90 min – (GMT/TF1) – 2010  - En collaboration avec Brigitte Laude (avec Thierry Neuvic)
- L'impossible vérité / L'affaire de Bruay-en-Artois - Drame 100 min – (GMT/TF1) – 2007 - En collaboration avec C.M. Rome. Prix du meilleur téléfilm et de la meilleure interprétation masculine (Bernard Le Coq et Tchéky Karyo) au Festival international du film de La Rochelle 2008
- La Dame d'Izieu - 2 x 90 min – (GMT/TF1) - 2006 - Téléfilm en deux parties sur le procès Klaus Barbie et la rafle des enfants d'Izieu en 1944 - Coécriture avec Alain Stern.
- Le Prix de l'honneur - (Images & Cie/TF1) - 2003 - Film policier 90 min - En collaboration avec Odile Barski
- Drôle de père - (GMT/TF1) - 1997 - Comédie 90 min - En collaboration avec Pierre Aknine
- Je m'appelle Régine - (Flach Film/TF1) - 1995 - Drame 90 min - En collaboration avec Pierre Aknine (avec Victor Lanoux, Claire Keim, Guillaume Canet, Vincent Elbaz)

## Scénariste d'épisodes de séries
- Écriture ou coécriture du pilote de Ness et Rayan (Kam&Ka et Ramona Production/France 2) diffusion 2025
- Écriture ou coécriture de 4 épisodes de Le crime lui va si bien (Kam&Ka et Ramona Production/France 2) en 2019/2021
- Écriture ou coécriture de 6 épisodes de "Au-delà des Apparences" (Kam&Ka/TF1) en 2016/2017
- Écriture ou coécriture de 4 épisodes de "Malaterra" (Shine France/FR2) en 2014.
- Écriture ou coécriture de 3 épisodes de "Doc Martin Saison 4" (Ego Production/TF1) en 2013.
- Écriture ou coécriture de 3 épisodes de "Doc Martin Saison 3" (Ego Production/TF1) en 2012.
- Coécriture des deux premiers épisodes de "Injustices" (Elephant Story/TF1) en 2010
- Écriture ou coécriture de 4 épisodes de "Ligne de Feu" (Cipango/TF1) entre 2007 et 2009.
- Écriture ou coécriture de 8 épisodes de Julie Lescaut (GMT/TF1) de 1998 à 2003.
- Écriture ou coécriture de 11 épisodes de Une femme d'honneur (Via Productions/TF1) de 2001 à 2007.
- Écriture de 1 épisode de Madame la conseillère (GMT/FR3) en 1997.

## Scénariste de films de cinéma
- Ma femme me quitte - coscénariste - (avec Michel Boujenah, Miou-Miou, Thierry Lhermitte) - 1995